# Thomas Mesereau

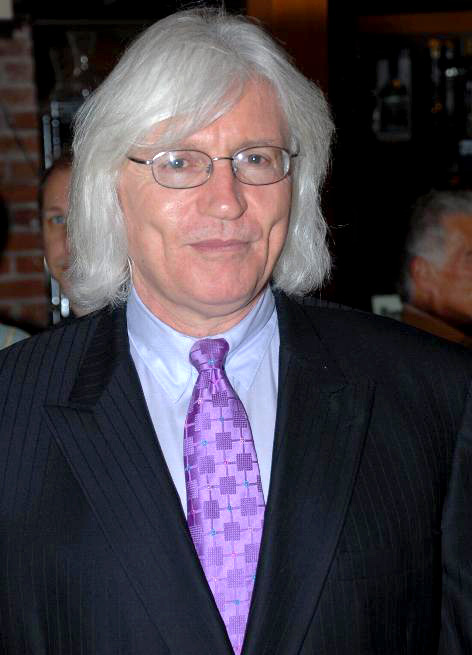
Thomas Mesereau

Thomas "Tom" Arthur Mesereau Jr, amerikansk advokat, född 1950 i West Point, New York i USA.
Thomas Mesereau har försvarat bland annat skådespelaren Robert Blake, när han anklagades för att ha mördat sin fru, och musikern Michael Jackson, när han anklagades för sexuella övergrepp på barn. I båda fall friades hans klienter.
Mesereau arbetar på advokatfirman Collins, Mesereau, Reddock & Yu i Los Angeles-förorten Century City. Hans far var major i US Army.
Thomas Mesereau har studerat vid bland annat Harvard och University of California. Han är känd för sitt hår, som är vitfärgat i en uppstående frisyr.